# Interstate 890
Pour les articles homonymes, voir Route 890.
L'Interstate 890 (I-890) est une autoroute auxiliaire de 9,35 miles (15,05 km) de Schenectady, dans l'État de New York. L'autoroute se dirige du nord-ouest au sud-est depuis un échangeur avec l'I-90 (New York State Thruway) au nord-ouest de Schenectady jusqu'à un autre échangeur avec la même route au sud de la ville, après avoir passé en son centre. L'I-890 est une alternative locale et gratuite à l'I-90 puisque celle-ci contourne la ville et ses banlieues par le sud-ouest.

## Description du tracé
L'I-890 débute au poste de péage de la sortie 26 de l'I-90 dans la ville de Rotterdam. Elle se dirige d'abord vers l'est et se connecte à la NY 890 et la NY 5S. À partir de ce point, l'I-890 se dirige vers le sud-est en longeant la rivière Mohawk vers Schenectady. L'autoroute passe d'abord par un secteur peu développé et boisé jusqu'à ce qu'elle croise la NY 337. L'autoroute passe ensuite au nord de l'usine de General Electric en étant reliée à celle-ci via deux sorties différentes.
Près de l'usine de General Electric, se trouve le centre-ville de Schenectady que l'I-890 contourne par le sud et l'ouest sur un viaduc en passant au-dessus d'une section industrielle de la ville. L'I-890 bifurque alors vers le sud jusqu'à la sortie 5 pour Broadway, vers le centre-ville. Au-delà de cette sortie, la section surélevée de l'autoroute prend fin alors que l'I-890 traverse des quartiers résidentiels.
L'autoroute continue de traverser des secteurs résidentiels jusqu'à son terminus est alors qu'elle rencontre à nouveau l'I-90.

## Liste des sorties
| Interstate 890                                    |                            |      |       |        |                                                                                                  |                                                                                               |
| Comté                                             | Municipalité               | mi   | km    | Sortie | Intersections / Destinations                                                                     | Notes                                                                                         |
| Schenectady                                       | Rotterdam                  | 0,00 | 0,00  | 1A     | NY 890 (en) ouest vers NY 5S (en) / NY 5 (en) – Rotterdam Junction, Scotia, Glenville, Amsterdam | Continue au-delà comme NY 890                                                                 |
| Schenectady                                       | Rotterdam                  | 0,94 | 1,51  | 1B     | I-90 Toll / New York Thruway                                                                     | Sortie 26 de l'I-90                                                                           |
| Schenectady                                       | Rotterdam                  | 2,94 | 4,73  | 2      | NY 337 (en) sud (Campbell Road) / Rice Road                                                      | Indiqué sortie 2A (NY 337) et 2B (Rice Road) en direction ouest                               |
| Schenectady                                       | Rotterdam                  |      |       | 3      | GE Truck Terminal                                                                                | Pas de sortie en direction ouest                                                              |
| Schenectady                                       | Rotterdam                  | 4,40 | 7,08  | 4      | Erie Boulevard – Usine GE                                                                        | Indiqué sortie 4B en direction ouest                                                          |
| Schenectady                                       | Schenectady                | 4,40 | 7,08  | 4C     | Vers NY 5 (en) – Scotia                                                                          | Sortie direction ouest seulement                                                              |
| Schenectady                                       | Schenectady                | 5,50 | 8,85  | 5      | Broadway – Proctors Theatre                                                                      |                                                                                               |
| Schenectady                                       | Schenectady                | 5,59 | 9,00  | —      | Craig Street                                                                                     | Entrée direction ouest seulement                                                              |
| Schenectady                                       | Schenectady                | 6,07 | 9,77  | 6      | NY 5 Truck (en) (Michigan Avenue)                                                                |                                                                                               |
| Schenectady                                       | Rotterdam                  | 7,39 | 11,89 | 7      | NY 7 (en) est – Troy                                                                             | Terminus ouest du multiplex avec NY 7                                                         |
| Schenectady                                       | Rotterdam                  | 8,04 | 12,94 | 8      | High Bridge Road                                                                                 |                                                                                               |
| Albany                                            | Limite Colonie–Guilderland | 8,96 | 14,42 | 9      | NY 7 (en) ouest (Curry Road) vers NY 146 (en)                                                    | Terminus est du multiplex avec NY 7; indiqué sortie 9A (NY 7) et 9B (NY 146) en direction est |
| Albany                                            | Guilderland                | 9,45 | 15,21 | —      | I-90 Toll / New York Thruway                                                                     | Sortie 25 de l'I-90                                                                           |
| - Terminus de multiplex - Péage - Accès incomplet |                            |      |       |        |                                                                                                  |                                                                                               |